# Éponine
Éponine Thénardier (francès: [epɔnin tenaʁdje]) és un personatge fictici de la novel·la Els miserables de Victor Hugo de 1862.
El personatge es presenta com un nena mimada, però apareix més endavant a la novel·la com una adolescent empobrida que parla en l'argot dels carrers parisencs, tot conservant vestigis del seu antic encant i innocència.

## A la novel·la

### La vida a Montfermeil
Éponine neix el 1815, filla gran dels Thénardiers. Quan eren nens, Éponine i la seva germana menor Azelma són descrites com a boniques, ben vestides i encantadores. Són mimades i consentides pels seus pares, els Thénardiers, que dirigeixen una fonda a Montfermeil, França. El 1818, quan Fantine i la seva filla il·legítima Cosette es troben la fonda, Fantine veu a Éponine i Azelma jugar fora. Cosette s’uneix a les dues germanes i les tres juguen juntes. Fantine demana als Thénardiers que es facin càrrec de Cosette mentre va a buscar feina a la seva ciutat natal. Els Thénardiers abusen de Cosette, la vesteixen amb draps i l'obliguen a treballar, mentre consenteixen a les seves filles i les deixen jugar. Seguint l'exemple dels seus pares, Éponine i Azelma són poc amables amb Cosette i la tracten com una criada.
Durant la fira de Nadal de 1823, Éponine i Azelma admiren una nina gran, bella i cara en un aparador. Aquella nit, juguen amb la seva pròpia nina, ignorant Cosette. El seu ninot és "molt descolorit, molt vell i trencat". Després deixen de banda la nina per jugar amb un gatet. Cosette, que mai ha estat propietària ni ha jugat amb una nina, l’agafa ràpidament i intenta que no la vegin amb ella. Després de quinze minuts, Éponine i Azelma descobreixen que Cosette s’ha endut la seva nina i li diu a la seva mare, que li crida a Cosette. Jean Valjean, que ha presenciat l'escena, abandona la fonda i compra la cara nina. Torna un moment més tard i se la dona a Cosette. Per primera vegada, Éponine i Azelma "van mirar Cosette amb enveja".

### La vida a París

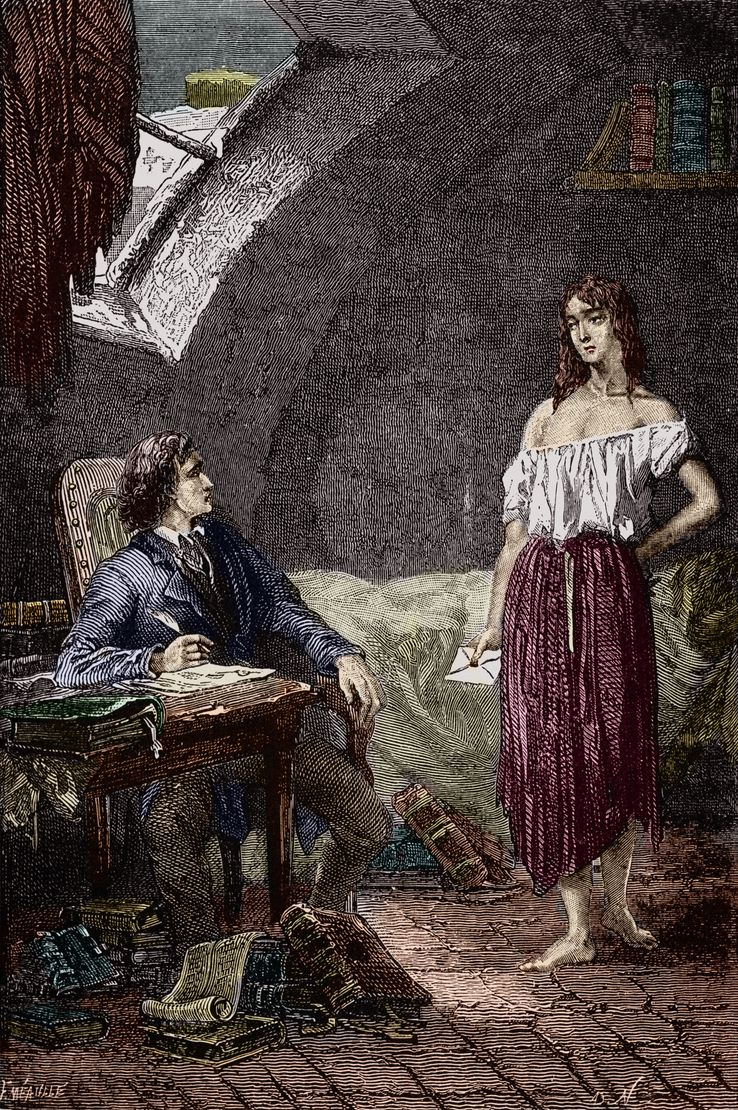
Éponine visita a Màrius per donar-li una carta.

Hugo torna a representar Éponine el 1832. Després de la fallida de la fonda de la seva família es traslladen a París i viuen en un petit apartament deteriorat a la casa Gorbeau sota el suposat nom de "Jondrette". Viuen al costat de l'apartament de Marius Pontmercy. En l'adolescència, Éponine es converteix en una "criatura pàl·lida, minsa i famèlica", amb una veu ronca com "l'esclava d'una galera borratxa", havent estat "asprada per l'aiguardent i els licors". Porta roba bruta i trencada, que consisteix únicament en una camisa i una faldilla. Li falten unes dents, està descalça, té els cabells enredats, les espatlles òssies i els ulls pesats i inclinats, mentre la "gràcia de la seva joventut encara lluitava contra la horrible vellesa provocada per la disbauxa i la pobresa" i només té un rastre de bellesa que perdura al seu rostre. Tenia "la forma d'una jove no madura i l'aspecte d'una vella corrompuda; cinquanta anys units amb quinze; un d'aquests éssers febles i horribles alhora i que fan estremir aquells que no fan plorar". Ella i Azelma ajuden el seu pare, que escriu a persones riques amb diferents noms, a demanar diners. Les dues germanes avancen Marius mentre fugen de la policia, sense saber que els havia caigut el paquet de cartes falsificades demanant almoina. Marius torna el paquet al seu apartament.
L'endemà, Éponine visita a Marius al seu apartament i li dona una carta del seu pare demanant diners. Marius assenyala que l'escriptura a mà i els articles de papereria són idèntics a les lletres del paquet. Éponine mira al voltant de l'habitació de Marius i va a mirar el mirall de Marius mentre canta per ella mateixa. Per impressionar-lo, demostra que està alfabetitzada llegint en veu alta un fragment d'un dels seus llibres i escrivint "Els cognes (la policia) són aquí" en un tros de paper. Éponine li diu a Marius que de vegades va al teatre, que ell és guapo i esmenta que l’ha vist diverses vegades abans. Canviant de tema, Marius li torna les altres cartes. Éponine li agraeix haver-los trobat. Després li explica a Marius que de vegades camina sola a la nit, com ella i la seva família vivien sota els arcs dels ponts l’hivern anterior, com considerava ofegar-se i que tenia al·lucinacions per manca d’aliment. Compadit, Marius li dona cinc francs i ella li dona les gràcies en una cadena d'argot. Éponine surt, però no abans d’agafar un tros de pa endurit de l’oficina de Marius i de mossegar-hi.

### L'atac a la casa Gorbeau
Després que Éponine marxi, Marius l’observa a ella i a la seva família al seu apartament del costat. Viuen en l'absoluta misèria. Marius sent a Éponine afirmar que ha organitzat que un filantrop de l'església local vingui a casa seva i els doni diners per ajudar a pagar el lloguer. En un esforç per fer que la seva família sembli més pobra, Thénardier ordena a Azelma que pugi per la finestra, cosa que ella fa, tallant-se la mà. Resulta que el "filantrop" és en realitat Jean Valjean, encara no reconegut pels Thénardiers i conegut amb un nom diferent, i visita per inspeccionar les seves circumstàncies. L’acompanya Cosette, de qui Marius està enamorat. Valjean promet tornar després amb diners.
Marius intenta seguir Valjean i Cosette, però no pot pagar un taxi, ja que li ha donat a Éponine els seus cinc francs restants. Quan torna a la seva habitació, Éponine pregunta què li preocupa i s’ofereix a ajudar-lo. Marius li demana que trobi l'adreça del pare i la filla que acaba de visitar. Éponine reacciona amargament, adonant-se del seu interès romàntic per la filla del filantrop, però accepta fer-ho després que prometi donar-li tot el que desitgi a canvi.
Éponine se'n va. Marius escolta a Jondrette i la seva dona complotant per robar i assassinar Valjean amb l'ajut de la banda del carrer Patron-Minette. Marius informa a Javert amb l'esperança d’obstruir el seu pla. Després de tornar Marius, Thénardier ordena a Éponine que busqui l'apartament de Marius per veure si hi és. En sentir això, Marius s’amaga sota el seu llit. Ella va a l’apartament, però no l'inspecciona. Es torna a mirar al mirall de Marius i canta. Mentre ho fa, torna a cridar al seu pare que mira cap a l’habitació i que no hi ha ningú present. Éponine surt de l'apartament i ella i Azelma són enviades fora de l'edifici per vigilar la policia. A mesura que es desenvolupa el crim, Marius intenta aturar Thénardier llançant la nota que Éponine va escriure anteriorment per una esquerda de la paret. Thénardier reconeix l'escriptura d'Éponine. Intenten escapar, però Javert entra i arresta els Thénardiers i a la banda del carrer, mentre que Valjean escapa desapercebut. Éponine no és atrapada, ja que s’havia escapat del seu lloc per fer una prova amb Montparnasse, membre de Patron-Minette. Més tard és atrapada i s’uneix a Azelma a la presó. Les dues germanes són alliberades dues setmanes després per falta d’evidències.

### Marius, Cosette i Éponine
Mentre estava a la presó, Babet envia una carta a Éponine ordenant-li que investigui una casa al carrer Plumet. Descobrint que Valjean i Cosette hi viuen i sabent que Marius intenta trobar Cosette, Éponine li retorna una galeta, indicant que allà no hi ha res de valuós. Després de sis setmanes sense trobar Marius, ella visita el cap de l'església Mabeuf i s'ofereix a regar el seu jardí. Després de fer això, pregunta a Mabeuf sobre el parador actual de Marius, i ell li diu. Éponine troba a Marius en un parc anomenat "El camp de l'alosa". Ella intenta mantenir una conversa amb ell, però ell no respon. Aleshores li diu que sap on viu Cosette, amb l'esperança d’impressionar-lo i fer-lo feliç. Marius està molt content, mentre que Éponine està entristida per la seva reacció. Marius fa que Éponine juri no dir-li l'adreça al seu pare i li crida pel seu nom. Éponine se n’adona i està sorpresa i feliç que hagi dit el seu nom. Marius encara li mana que no li digui al seu pare i finalment promet. Mentre el porta a casa, li recorda que li va prometre donar-li alguna cosa a canvi de trobar Cosette, i ell li ofereix la seva última moneda de cinc francs. Tristament deixa caure la moneda a terra, dient que no vol els seus diners.
Éponine observa secretament a Marius cada vegada que va a visitar Cosette. Una vegada, ella intenta parlar amb ell, però per primera vegada no té paraules. L'endemà al vespre, Éponine el segueix fins a la casa i està assegut al costat de les portes perdudes en el pensament quan Thénardier i els seus companys criminals arriben a robar la casa. Éponine intenta primer distreure la seva atenció donant-los salutacions amistoses. Quan això falla, amenaça amb cridar i alertar la policia i el veïnat. Després es torna a asseure a les portes i canta per ella mateixa. En veure que Éponine és seriosa en la seva amenaça, els homes se’n van i ella els segueix amb precaució.

### Disfressada
L'endemà, Éponine idea un pla "per frustrar els projectes del seu pare i els bandits a la casa del carrer Plumet i separar Marius i Cosette". Disfressada de noi, llança a Valjean una nota que diu "eliminar". Torna a Cosette al carrer Plumet i li diu que hauran de traslladar-se ràpidament a la seva altra casa i marxar a Anglaterra en una setmana. Cosette ràpidament escriu per dir-li a Marius i paga a Éponine, a qui confon amb un obrer, perquè lliuri la carta a Marius. Éponine agafa la carta sense intenció de lliurar-la.
L'endemà (5 de juny), la nit de la insurrecció, Éponine visita l'allotjament de Courfeyrac i espera a Marius, "no per donar-li la carta, sinó... per veure'l". Encara porta la seva disfressa. Courfeyrac apareix i li diu que desconeix el parador de Marius. Decidida que ningú més tindrà Marius, decideix acompanyar Courfeyrac a les barricades. Després va al carrer Plumet, esperant que Marius visiti Cosette a l’hora habitual. Quan arriba i descobreix que Cosette s’ha marxat, Éponine des d’un amagatall li diu a Marius que els seus amics l'esperen a les barricades del carrer de la Chanvrerie, i ella hi torna.

### Mort

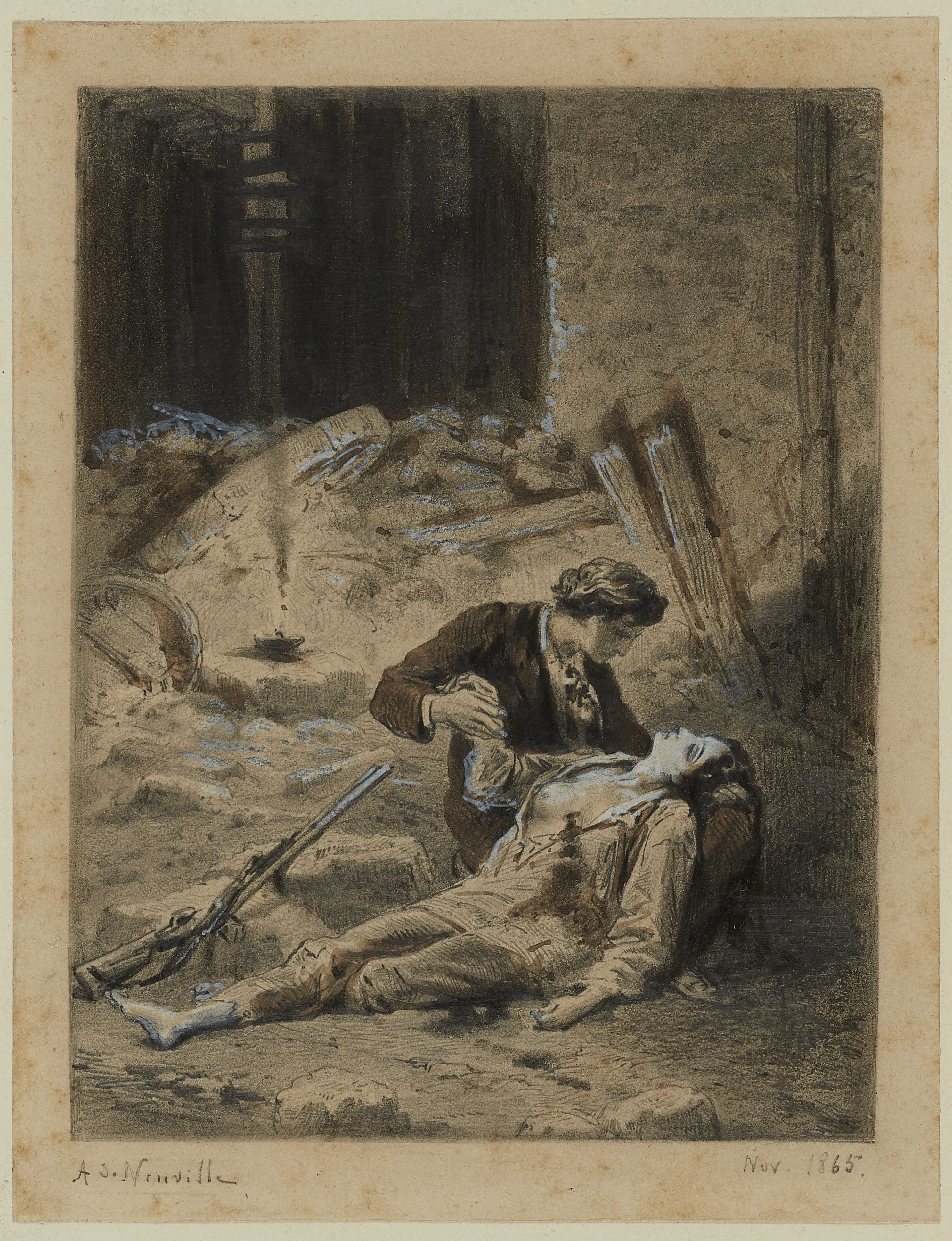
Éponine mor als braços de Marius a la barricada.

Desconcertat per la pèrdua de Cosette, Marius va a la barricada, armat amb les dues pistoles que Javert li havia donat, i les fa servir durant els combats. Mentre busca una nova arma, un soldat es fica dins de la barricada i apunta cap a Marius. Éponine protegeix Marius de la bola del mosquet i Marius queda il·lès. Marius només la reconeix més tard, quan està estirada als seus peus. Ella li diu que està morint i que ha agafat la bala per ell. També li diu que la bala li ha travessat la mà i li ha sortit per l'esquena. Li demana que la posi de genolls i després li revela a Marius que va ser ella qui el va conduir a les barricades, amb l'esperança que els dos morissin junts, no obstant quan va veure que l'apuntaven va preferir morir abans que ell. Després recorda les seves trobades anteriors i diu que està contenta que tothom morirà. El forat de bala a prop del pit d’Éponine sagna fortament i es queda sense alè. Ella revela que Gavroche és el seu germà, quan el senten cantar a prop, i li diu a Marius que Gavroche no l'ha de veure per si la "renya". Llavors, Éponine confessa a Marius que té una carta per a ell i que la va guardar des del dia anterior. Decideix deixar-lo prendre per por que s'enfadarà amb ella al més enllà. Després que Marius agafi la carta, Éponine li demana que li prometi besar-la al front després de morir, cosa que accepta fer. Amb el seu alè moribund, Éponine diu: "I llavors, ja ho sabeu, senyor Marius, crec que estava una mica enamorada de vosté". Éponine mor i Marius la besa al front, tal com havia promès com "un adéu reflexiu i suau a una ànima infeliç". Creient que seria inadequat llegir la carta davant del seu cos, ell la posa suaument i va a una taverna a llegir-la.
El cos d’Eponine es veu per darrera vegada entre els altres morts de les barricades.

## Importància del personatge

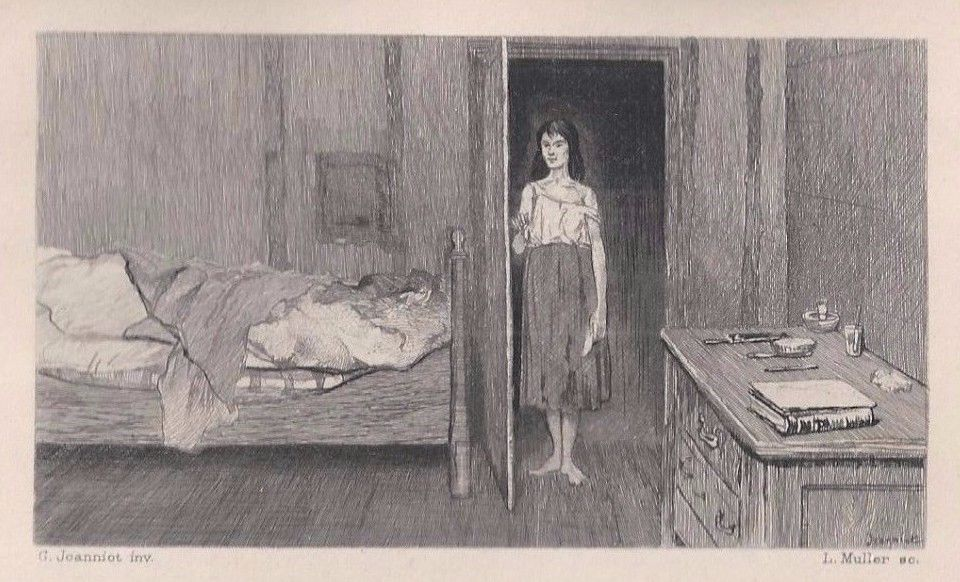
Éponine: A Rose in Misery (1890) de Pierre Jeanniot

John Andrew Frey va identificar Éponine com una figura paral·lela a Fantine: "Eponine és un símbol dels tipus redimits que es troben a l'obra d'Hugo: la dona caiguda de Maria Magdalena redimida per un amor profund, encara que romàntic i impossible". Veu la seva mort com típicament operística, una escena de comiat extreta amb un discurs semblant a una ària que explora tots els seus sentiments. Com a l'òpera romàntica: "L'Éponine moribunda explica el seu llarg sentiment d'amor per Marius, sentiments que interpreta com a defectes tant morals com físics que la fan indigna". La compara amb el personatge de La Maheude de la novel·la Germinal d'Émile Zola, que també contempla una vida alternativa, i "hipotèticament pensa en la possibilitat que poguessin ser amants". Kathryn M. Grossman també identifica l'aspecte redemptor del personatge i el paral·lelisme amb Fantine: "D'una manera molt diferent [de Fantine], la devoció d'Eponine a Marius la salva de reiterar els pecats dels seus pares. El seu amor la redimeix, ja que Valjean i Fantine són redimits pel seu amor per Cosette."
George Saintsbury va argumentar que Éponine és el personatge més interessant de la novel·la, però que Hugo, com Marius, no s'hi va fixar prou.

### Nom

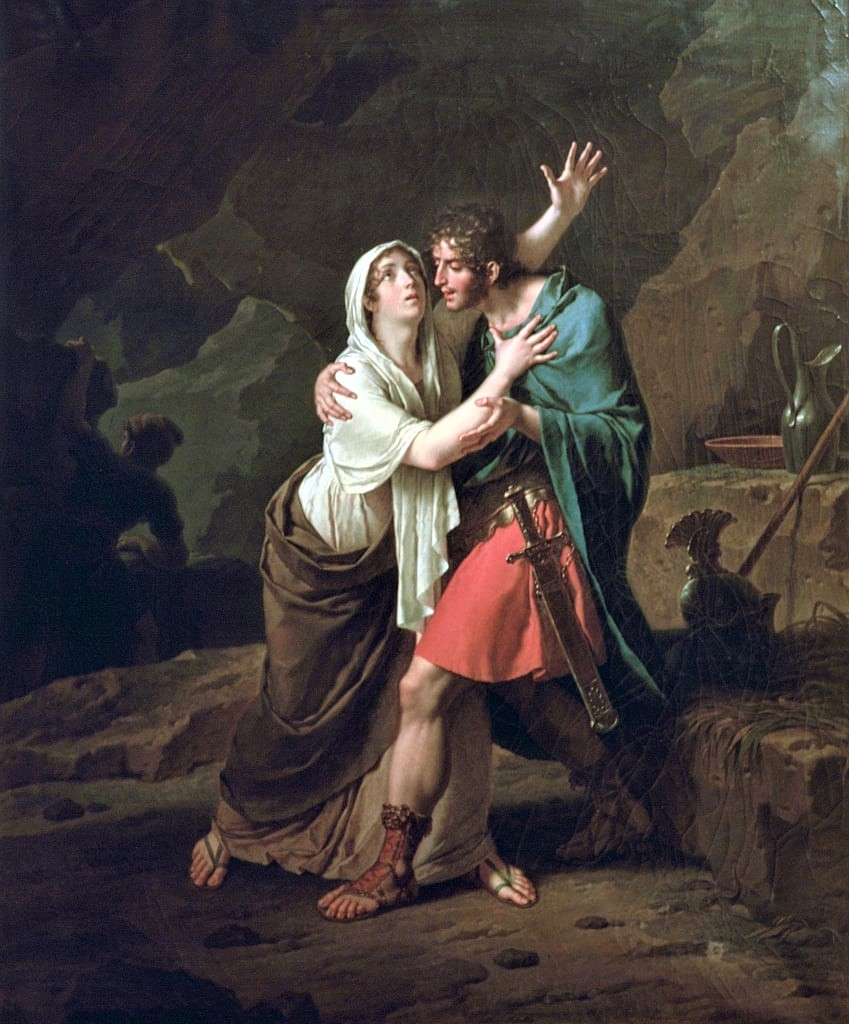
L’original Éponine (Epponina). Éponine et Sabinus (1802) de Nicolas-André Monsiau

El nom "Éponine" deriva de l'antiga gala Epponina, esposa de Juli Sabí, que es va rebel·lar contra l'imperi romà. Es va "convertir en el símbol d'un gran patriotisme i virtut" protegint el seu marit durant molts anys i escollint morir amb ell quan finalment va ser capturat. El nom era força comú tant entre els republicans com els bonapartistes de la França post-revolucionària. El nom de la seva germana "Azelma" també deriva del nom d'una esposa lleial que mor amb el seu marit, l'esposa d'Abdul-aziz, un guerrer nord-africà que lluita contra Napoleó. Hugo explica els dos noms com el producte de l'amor de Madame Thénardier pels "romanços estúpids", novel·les melodramàtiques sobre temes exòtics amb personatges exageradament nobles. Hugo diu que aquests noms eren típics de l'època, quan hi havia "una anarquia de noms baptismals", ja que la classe obrera donava als seus fills cada vegada més noms exòtics o grandiosos, mentre que les classes altes adoptaven intencionadament noms de baix so.
Les dues germanes es deien originalment Palmyre i Malvina, però el 1860 Hugo les va canviar en els esborranys de la novel·la. Pot haver utilitzat el nom Éponine a causa del poema Les Petites Vieilles de Charles Baudelaire de "Les flors del mal" (Les fleurs du mal). Dedicat a Hugo, el poema descriu antigues belleses trencades.

## Adaptacions
Des de la publicació original de Les Misérables el 1862, el personatge d'Éponine ha estat adaptat a nombrosos tipus de suports basats en la novel·la, com ara llibres, pel·lícules, musicals, obres de teatre i jocs.
Una versió satírica d'Eponine també apareix en el musical Spamalot com a part d'un contingent de personatges comuns estereotípicament "francesos" que emergeixen des del castell de Guy De Lombard per inspeccionar el Conill de Troia deixat enrere pel rei Artús i els seus cavallers.

### Al musical
Éponine també apareix en l'adaptació musical escènica. És interpretada per dos actors, una jove per a les escenes de Montfermeil i una jove per a l'adolescent Éponine a les posteriors escenes parisines. Les actrius que interpreten a la jove Éponine i a la jove Cosette de vegades intercanvien papers en diferents representacions per igualar les oportunitats de rendiment i la tensió vocal.
El musical ofereix una representació simpàtica d’Éponine, que l’ha convertit en un dels personatges més populars de l'espectacle. Al llarg del musical, la desigual, independent i tràgica Éponine es contrasta amb la recatada, innocent i protegida Cosette.

#### Diferències en el musical
Hi ha algunes diferències argumentals notables en l’adaptació musical.
- Éponine només apareix com a nena al número "Mon Prince Est En Chemin Déjà /Castle on a Cloud", i no és testimoni que Valjean li doni una nina a Cosette.
- Éponine i Marius ja es coneixen abans que Marius conegui Cosette.
- Éponine i Marius, al musical, semblen els millors amics, i ell està genuïnament desconsolat i vençut pel dolor per la seva mort; mentre que a la novel·la a Marius no li importa gaire ella, tot i que encara és amable amb ella a la novel·la i expressa la seva preocupació per la seva mort.
- Gavroche i Éponine són germans. Això s’explica explícitament a la novel·la, però només s’insinua en el musical, quan Gavroche expressa el dolor per la seva mort.
- La germana menor d'Éponine, Azelma, i els seus dos germans més petits s'ometen del musical.
- A la novel·la, s’esmenta que Éponine beu. El musical omet això.
- A la novel·la, a Éponine li falten algunes dents. En el musical normalment es representen intactes.
- No hi ha cap referència de Marius i la família Thénardier que viuen en apartaments, ja que el musical els mostra interactuar entre ells al carrer.
- A la novel·la, Éponine es descrita i apareix lliurant cartes, incloses falsificacions del seu pare a gent rica, llançant anònimament una nota a Valjean i lliurant a Marius una carta de Cosette. En el musical, Éponine, els seus pares i Patron-Minette es transmeten verbalment els seus missatges, i l'única nota que passa és durant la seva interacció amb Valjean quan aquest intercepta la carta de Marius a Cosette.
- Al musical, Éponine, els seus pares i Patron-Minette no són arrestats després de l'emboscada de Valjean, i la prova amb Montparnasse no es produeix.
- Al musical, Éponine crida per espantar el seu pare i els bandits de robar la casa de Valjean. A la novel·la, amenaça amb cridar i causar commoció si s’acosten massa, però se’n van sense incidents. Marius, Cosette i Valjean desconeixen que l’intent de robatori es produeixi.
- A la novel·la, després que Marius descobreixi que Valjean i Cosette s’han traslladat del carrer Plumet, Éponine li diu anònimament a Marius que els altres estudiants l'esperen a les barricades i ell hi va. Al musical, durant la cançó "Le Grand Jour / One Day More", Marius es planteja si seguir Cosette fins a Anglaterra o lluitar amb els altres estudiants. Llavors, Éponine agafa a Marius pel braç i tots dos fugen. Tots dos es veuen un moment després amb Enjolras i els estudiants.
- Al musical, Marius veu a Éponine vestida de noi abans que comenci la insurrecció, mentre que a la novel·la només la reconeix després que la disparin. Tanmateix, l'adaptació cinematogràfica del 2012 va seguir la novel·la més fidelment, Marius només la va reconèixer després de rebre el tret.
- En el musical, Éponine, vestida de noi, és enviada per Marius per lliurar una carta a Cosette. A la novel·la, Gavroche és enviat a lliurar-la després de la mort d'Éponine. Cal destacar, però, que l’adaptació cinematogràfica del musical del 2012 va seguir la novel·la i va fer que Gavroche lliurés la carta mentre Valjean l’advertia que s’allunyés del perill.
- A l'espectacle original, Éponine és mortalment afusellada quan torna a les barricades. A la novel·la, ella i Marius ja són a les barricades i bloqueja el tret d'un soldat destinat a Marius. Tot i això, en l’adaptació cinematogràfica del musical del 2012 i en el revival de Broadway del 2014, Éponine és ferida de la mateixa manera que el llibre.
- En el moment de la seva mort al musical, no s’especula al principi com i on està ferida Éponine. Quan perd del coneixement, Marius nota que els cabells estan humits i obre l’abric per revelar que li han disparat al pit. A la novel·la, se li va disparar per la mà primer i la bala li va sortir per l'esquena. Aquesta última versió es va utilitzar en l'adaptació de la pel·lícula del 2012.
- A la novel·la, Éponine demana a Marius que li besi el front després que mor, i ell ho fa. Al musical, ella s’estira cap amunt i el besa amb la darrera força, després cau enrere i mor. En la versió del 2006, ella s’estira per intentar besar-lo, però mor abans que pugui fer-ho.
- A la cançó "Valjean sur la barricade / Night of Anguish", Enjolras anuncia que Éponine va ser la primera a morir. Els estudiants lamenten la seva mort, decideixen lluitar en nom seu i s’emporten el seu cos. A la novel·la, Mabeuf va ser el primer a morir i va ser plorat, i només Marius està amb Éponine durant i després de la seva mort.
- Al musical escènic (però no a la pel·lícula del 2012), l'esperit d’Éponine apareix amb Fantine per portar Valjean al cel. La novel·la no té cap escena similar.